# Juli Just i Gimeno
Juli Just i Gimeno (Alboraia, 5 de març de 1894 - Portvendres, 30 d'octubre de 1976) fou un polític valencià, ministre de la República i exiliat pel franquisme.
Inicialment milità al Partit d'Unió Republicana Autonomista i col·laborà al diari El Pueblo i a València Nova, però el 1915 fundà la Joventut Nacionalista Republicana per tal que el blasquisme adoptés el valencianisme.
A les eleccions generals espanyoles de 1931 i 1933 fou elegit diputat per València província pel PURA, partit que abandonà el 1934 per Esquerra Valenciana. Però obtingué novament acta de diputat a les eleccions generals espanyoles de 1936 amb Izquierda Republicana dins el Front Popular.
En esclatar la Guerra Civil Espanyola fou fidel a la República i ocupà el Ministeri d'Obres Públiques sota el govern de Francisco Largo Caballero (15 de setembre de 1936-15 de maig de 1937). En acabar la guerra s'exilià al Rosselló, on fou internat en un camp de concentració. Posteriorment ocupà diversos ministeris en la República Espanyola en l'exili: Ministre de Defensa i Interior (1947), Ministre de Governació (1947-49), Ministre d'Acció en l'Exili i Interior (1951-60), vicepresident i Ministre d'Interior i Emigració (1960-62) i Ministre d'Emigració i Interior (1962-76).

## Obres
- Blasco Ibáñez i València (1929)
- Siembra republicana (1930)